# Gonomyia (Gonomyia) gratilla
Gonomyia (Gonomyia) gratilla is een tweevleugelige uit de familie steltmuggen (Limoniidae). De soort komt voor in het Oriëntaals gebied.